# Jüdischer Friedhof Lauterecken
Der jüdische Friedhof Lauterecken ist ein ehemaliger Friedhof in der Stadt Lauterecken im Landkreis Kusel in Rheinland-Pfalz. 
Der jüdische Friedhof wurde im Jahr 1892 als Abteilung des kommunalen Friedhofs am Igelskopf angelegt. Zwischen 1894 und 1938 wurden sechs Personen bestattet. Der Friedhof wurde 1973 beim Bau der Ortsumgehung der Bundesstraße 270 mit Zustimmung der Jüdischen Kultusgemeinde der Rheinpfalz abgeräumt. Die Gebeine der hier Bestatteten wurden auf den jüdischen Friedhof in Odenbach am Glan umgebettet. Ein Gedenkstein mit ihren Namen erinnert an die Beigesetzten aus Lauterecken. 